# Crapô
O Crapô (ou Carapô ou Crapot), também conhecido como Russian Bank em outros países, é um jogo de cartas. Com um mecanismo similar à Paciência, o Crapô é disputado por dois jogadores ou um só jogador, e jogado com dois baralhos de 52 cartas. O objetivo é ficar sem cartas antes do oponente; ou no caso de jogar sozinho, o objetivo é ficar sem cartas para serem encartadas, caso contrário o jogo não é concluído e devem-se embaralhar todas as cartas novamente e recomeçar o jogo até ficar sem cartas.

## Regras do jogo

### Para dois jogadores
Baralham-se os dois baralhos, reparta o baralho e divida as cartas pelos dois jogadores. Jogadores ficam com um "monte principal". Cada jogador separa 13 cartas do seu "monte principal", formando assim o crapô, o mesmo deve ser colocado à esquerda do "monte principal" da visão do jogador. Viram a primeira carta do crapô e o jogador com a carta mais baixa é o primeiro a jogar, iniciando o seu turno. Sempre a carta superior do monte do crapô deve ficar virada para cima.
Cada jogador coloca quatro cartas verticalmente na mesa (assim, o jogador 01 escolhe o lado direito e dispõe as suas quatro cartas iniciais e o jogador 02 dispõe as suas quatro cartas no lado esquerdo), uma em cada casa, desta forma:
```
           [Lixo Jog-01]  [Monte principal Jog-01]  [Crapô Jog-01]    
```

```
                 [Casa]       Ás Copas (C)      Ás C      [Casa]  
          
                 [Casa]       Ás Paus (P)       Ás P      [Casa]     
  
                 [Casa]       Ás Ouros (O)      Ás O      [Casa]    
   
                 [Casa]       Ás Espadas(E)     Ás E      [Casa] 
```

```
                [Crapô Jog-02]  [Monte principal Jog-02]  [Lixo Jog-02]
```

O espaço entre as cartas [Casa] fica reservado para quando surgirem Ases durante o jogo. O jogo torna-se um pouco lento devido os jogadores terem que observar muito todo o ambiente onde as cartas estão dispostas. Sendo uma paciência.
Depois de colocado um Ás podem colocar-se as seguintes cartas de forma a fazer uma sequencia crescente, ao longo do jogo. Ás(A) - 2 - 3 - 4 - 5 - 6 - 7 - 8 - 9 - 10 - Valete(V) - Dama(D) - Rei(R). As cartas colocadas nas sequências do centro do jogo não podem voltar a ser retiradas.
A partir das cartas que os jogadores colocam inicialmente nas oito [Casa], os jogadores podem fazer sequências de ordem decrescente alternando carta preta com carta vermelha. Todas as cartas do centro do jogo pertencem aos dois jogadores.
Um jogador pode movimentar apenas uma carta de cada vez. (Ver exemplo).
Quando um jogador começa o seu turno pode manipular as cartas existentes na mesa e pode retirar uma carta do seu monte principal. Se conseguir "despachar" essa carta, isto é, se conseguir colocá-la na mesa de jogo, na sequencia do centro ou no lixo do adversário, retira outra carta; se não a coloca virada para cima ao lado do seu monte principal formando assim o seu monte de "lixo".
Um jogador pode carregar o monte de lixo do adversário sem precisar ter uma casa aberta.
Um jogador pode carregar o crapô do adversário apenas quando tem uma casa aberta. E pode enviar cartas do mesmo naipe maiores ou menores. Para retirar cartas do seu crapô, um jogador deve ter uma casa aberta ou então a carta que está no topo (a carta que está virada para cima) apenas pode entrar para a sequência que está no meio (Ás - 2 - 3 - 4 - 5...), essa regra pode ser acordada entre os jogadores antes de iniciar o jogo. Pode ser anulada para tornar o jogo mais dinâmico.
Quando um jogador recomeça o seu turno pode inclusive movimentar a carta que está no topo do seu monte de "lixo" ou do crapô. Depois de jogar a última carta do seu monte principal, o jogador deve virar o seu monte de lixo ao contrário e formar assim um novo monte principal.

#### Exemplo
Por exemplo, se o jogo for o seguinte:
```
                 (6E)(7O)(8P)(9C)(10P)      2 C      5 C      (RE)  
          
                             (10P)(VC)       -       7 P      -   
  
                      (2P)(3O)(4P)(5C)      A O      6 O      (RP)  
   
                                     -      10 E     3 E      (DP)(VO) (10E) (9O) 
```

Para mover a sequência -(2P)(3O)(4P)(5C)- para colocar na sequência -(6E)(7O)(8P)(9C)(10P)- o jogador pode fazê-lo apenas porque pode colocar o 2P numa casa livre, depois colocar o 3O também numa casa livre. Depois colocar o 2P no 3O, depois colar o 4P na casa livre restante e colocar o 5C no 6E e depois colocar as restantes cartas umas atrás das outras formando a sequencia -(2P)(3O)(4P)(5C)(6E)(7O)(8P)(9C)(10P)-.
Observação: na dúvida sobre qualquer movimentação com casas abertas, faça a movimentação de cada carta, assim você terá certeza e confiança nas movimentações.

### Para um jogador
Baralham-se os dois baralhos, o jogador fica com um monte principal, são as 52 cartas. Separe treze cartas do seu "monte principal", formando assim o crapô, o mesmo deve ser colocado à esquerda do "monte principal" da visão do jogador. A décima terceira carta fica virada para cima.
O jogador deve dispor as cartas verticalmente na mesa, uma em cada [Casa], distribuindo 32 cartas sequencialmente e sendo retiradas do "monte principal".  Arrumadas em fileiras de quatro cartas arrumadas de cada lado, distribuindo as cartas umas sobre as outras da seguinte forma:
Posicione as cartas obedecendo a posição abaixo, a primeira carta na posição "01", a segunda carta na posição "02", e assim, até terminar de preencher o jogo na trigésima segunda carta na posição "32", veja o modelo abaixo:
```
                 [Casa] "25" "17" "09" "01"     Ás Copas (C)    Ás C    "05" "13" "21" "29" [Casa] 
          
                 [Casa] "26" "18" "10" "02"     Ás Paus (P)     Ás P    "06" "14" "22" "30" [Casa]     
  
                 [Casa] "27" "19" "11" "03"     Ás Ouros (O)    Ás O    "07" "15" "23" "31" [Casa]
   
                 [Casa] "28" "20" "12" "04"     Ás Espadas(E)   Ás E    "08" "16" "24" "32" [Casa] 
```

```
                                      [Crapô] [Monte principal] [Lixo]
```

Para jogar entenda todo o mecanismo do jogo de dois jogadores, a movimentação é idêntica, movimente as cartas até acabar com o crapô e todo o seu Monte principal. Caso não se consiga terminar com todas as cartas do crapô e do monte principal, ocorre que a paciência não foi concluída, e deve embaralhar todas as cinquenta e duas cartas e começar tudo novamente, até conseguir concluir a paciência. As demais regras de movimentação são as mesmas do jogo com dois jogadores.